# Ip Man Legacy - Master Z
Ip Man Legacy - Master Z (Ye Wen wai zhuan: Zhang Tianzhi) è un film del 2018 diretto da Yuen Wo Ping.
È lo spin-off della serie di film di arti marziali Ip Man, con protagonista il maestro Cheung Tin-chi, interpretato sempre da Zhang Jin e ambientato dopo il termine di Ip Man 3.

## Trama
Dopo essere stato sconfitto da Ip Man, Cheung Tin-chi vive una vita depressa sbarcando il lunario come mercenario prima di scegliere di lasciarsi alle spalle del tutto le arti marziali e aprire invece un negozio di alimentari al piano terra di casa sua. Durante una consegna, incontra una tossicodipendente di nome Nana e la sua amica Julia che stanno fuggendo dallo spacciatore Tso Sai Kit. Tin-chi finisce per combattere con la banda di Kit e li sconfigge da solo. La polizia arriva e arresta tutti. Kit e la sua banda vengono rilasciati dopo aver corrotto un ufficiale di polizia anziano corrotto, mentre Nana e Julia vengono rilasciate dal fratello di Julia, Fu, il proprietario di Gold Bar, uno dei bar più famosi di Bar Street. Tin-chi viene infine rilasciato a tarda notte e non è in grado di portare suo figlio in una steakhouse chiamata Petrus per il suo compleanno.
In seguito all'incidente, Kit decide di cercare Tin-chi, con tutta la sua banda che dà fuoco all'edificio di Tin-chi. Tin-chi riesce a malapena a scappare con suo figlio Fung mentre è inseguito dalla banda e da Sadi, un sicario. Gli viene offerto un rifugio a casa di Fu da Julia e lavora come cameriere al Gold Bar per pagare l'affitto. Irritato dalle ferite a suo figlio, Tin-chi si vendica e dà fuoco alla fumeria d'oppio di Kit. La sorella di Kit, Kwan, il capo di un sindacato criminale familiare che desidera passare ad attività legali, impedisce a Kit di vendicarsi e fa visita a Tin-chi al Gold Bar per risarcirlo per tutti i danni causati da Kit e per Tin-chi abbandonare la questione. Tin-chi rifiuta i soldi, impressionando Kwan. Allo stesso tempo, Tin-chi stringe un'amicizia sempre più stretta con Fu sul loro passato condiviso nelle arti marziali.
Kit, tentando di fuggire dall'ombra di sua sorella Kwan, decide di dedicarsi allo spaccio di eroina. Spaccia la sua droga in Bar Street per Owen Davidson, il proprietario di Petrus, che usa il ristorante come copertura per la sua attività di droga. Tin-chi informa Kwan degli affari, che chiede più tempo per risolvere la questione con Kit. Dopo aver trovato Nana in un vicolo, Kit e la sua banda la uccidono costringendola a un'overdose di eroina. Tin-chi e Fu si fanno strada fino al quartier generale del sindacato, dove combattono con Kit e Kwan. Kwan, tentando di placarli, taglia il braccio destro di Kit e lo costringe a rivelare dove ha immagazzinato la sua eroina. Fu espone le droghe ai media che fanno i titoli dei giornali.
Subito dopo, Davidson ordina agli agenti di polizia corrotti di piantare droghe a Gold Bar e arrestare Fu con l'accusa di droga. Dopo averlo arrestato, l'alto ufficiale di polizia consegna Fu a Davidson per essere ucciso in una rissa ingiusta. Dopo la scoperta che Davidson ha ucciso Fu, Tin-chi litiga con Davidson nel suo ristorante, durante il quale riacquista fiducia nell'usare il Wing Chun per sempre. L'ufficiale di polizia anziano arriva per arrestare Tin-chi nonostante la testimonianza di Tin-chi che l'eroina appartiene a Davidson. Invece di obbedire, il tenente Fai arresta il suo capo per corruzione, aggressione e lascia che Tin-chi si liberi. Davidson tenta di scappare nel caos che ne segue, ma viene assassinato da Sadi, che era stato assunto da Kwan prima di lasciare Hong Kong con Kit. Tin-chi torna all'appartamento di Julia e si riunisce con suo figlio, e i tre condividono un pasto insieme.
In una scena a metà dei titoli di coda, Fung usa il Wing Chun per sconfiggere il ragazzo che lo ha maltrattato in precedenza.

## Distribuzione
Ip Man Legacy - Master Z è stato distribuito dal 20 dicembre 2018. In Italia la pellicola è arrivata direttamente sul piccolo schermo, venendo trasmessa da Rai 4 il 16 ottobre 2020 nel corso della maratona settimanale "Missione Oriente". Successivamente il film viene distribuito il 18 gennaio 2022 da Cecchi Gori Home Video in DVD e Blu-ray Disc.

## Sequel
Nel mese di aprile del 2019 fu confermata la voce secondo la quale Zhang Jin sarebbe tornato ad interpretare Cheung Tin-chi in un sequel di Master Z: Ip Man Legacy. Successivamente fu dichiarato che il sequel avrebbe subito un taglio nel budget, scendendo a 13 milioni di dollari, rispetto ai 28 forniti per il primo capitolo.